# Municipio de Madison (condado de Washington)
El municipio de Madison (en inglés, Madison Township) es una subdivisión administrativa del condado de Washington, Indiana, Estados Unidos. Según el censo de 2020, tiene una población de 628 habitantes.

## Geografía
Está ubicado en las coordenadas 38°30′27″N 86°15′48″O / 38.50750, -86.26333. Según la Oficina del Censo de los Estados Unidos, tiene una superficie total de 67.5 km², de la cual 67,4 km² corresponden a tierra firme y 0,1 km² es agua.

## Demografía
Según el censo de 2020, el 95,86 % de los habitantes son blancos; el 0,16 % es amerindio; el 0,48 % son asiáticos; el 0,48 % son de otras razas, y el 3,03 % son de una mezcla de razas. Del total de la población, el 0,96 % son hispanos o latinos de cualquier raza.